# 池田光宏 (美術家)
池田 光宏（いけだ みつひろ、1969年11月23日 - ）はアーティスト（美術家）、アートプロジェクト ディレクター。

## 経歴
神奈川県横浜市生まれ。神奈川県立東金沢高等学校を経て、1994年、日本大学芸術学部美術学科卒業、1997年、東京芸術大学大学院美術研究科修了。
窓をスクリーンとして人影の映像を映し出す作品「by the Window」が知られている。この方法で、2001年から、住宅、商店、オフィス、公共施設などで作品を発表。「大地の芸術祭 越後妻有アートトリエンナーレ」（新潟、2003年/2006年）、また、「AOBA+ART」（横浜、2008年）などの企画にも積極的に参加、AOBA+ART2013年では「青葉食堂〜わたしのお庭であいましょうツアー〜」のディレクションをする。2008年、平成20年度文化庁芸術家在外研究員としてスウェーデンに滞在（2年間）。ワークショッププロジェクト「こどもハウス劇場」（東京都現代美術館、2017年）、「メイド・イン・フチュウ」（府中市美術館、2020年）
2014年より長岡造形大学准教授。
2020年より日本大学芸術学部デザイン学科准教授に着任、2022年より教授。

## 主な個展
- 「PARTS」（ギャラリーK: 東京、1995年）
- 「PARTS 谷中プロジェクト」（アートフォーラム谷中: 東京、1996年）
- 「With PARTS」（西瓜糖: 東京、1997年）
- 「by the Window」（ドラックアウトスタジオ: 東京、2001年）
- 「by the Window G54.v」（Gallery 54: ヨーテボリ、2007年）
- 「by the Window "A Chair" Two Change .v 」（Two Change: ストックホルム、2008年）
- 「Blooming Flower at Night」（Kulturhuset Vita Skolan: ブロビー、2009年）
- 「Home Made Home」あざみ野ナイト2012（横浜市民ギャラリーあざみ野: 横浜、2012年）

## 主なグループ展
- 「六本木アートナイト」（森美術館: 東京、2012年）
- 「黄金町バザール」（横浜市黄金町市街: 横浜、2011年)
- 「水都大阪2009」（中之島公園: 大阪、2009年)
- 「ヨーテボリ・ビエンナーレ・サテライト」（Gallery Konstepidemin: ヨーテボリ、2009年）
- 「Anonymous」（Gallery Konstepidemin: ヨーテボリ、2008年）
- 「AOBA+ART」（青葉区美しが丘・住宅街: 横浜、2008年）
- 「AKASAKA ART FLOWER 08」（旧赤坂小学校: 東京、2008年）
- 「After Hours」（Askim Culture House: ノルウェー、2008年）[1]
- 「越後妻有アートトリエンナーレ2006」（津南町: 新潟、2006年）[1]
- 「ときめきエンカウンター」（DUX-AKIBA Square: 東京、2006年）
- 「府中ビエンナーレ2004」（府中市美術館: 東京、2004年）[1]
- 「カフェ・イン・水戸2004」（水戸芸術館現代美術センター: 水戸、2004年）
- 「Japan Video Night」（Film Forum the Art Film: ストックホルム、2003年）
- 「Moving Japanese」（Kulturhuset: ストックホルム、2003年）
- 「こもれび展」（水戸芸術館現代美術センター: 水戸、2003年）[1]
- 「越後妻有アートトリエンナーレ2003」（JR十日町駅: 新潟、2003年）[1]